# Чжан Чже Хань
Чжан Чже Хань (кит.: 张哲瀚; нар. 11 травня 1991) ― китайський актор та співак. Першою його головною роллю став Вей Ін у китайській історичній дорамі Легенда про Бан Шу (2015) та Мін Ся в дорамі Дівчина-демон (2016). Найвідомішими ролями Чжан Чже Ханя були холодний та відсторонений принц ― Лон Фейє в історично-романтичній дорамі Легенда про Юньсі (2018) та ніжний, втім сильний Чжоу Цзишу у всесвітньо визнаній адаптованій BL-дорамі Далекі мандрівники (2021). Вона відкрила новий шлях для його кар'єри, адже він здобув величезну популярність завдяки своєму зображенню персонажа Чжоу Цзишу або А-Сю.

## Кар'єра
У 2010 році Чжан Чже Хань дебютував у романтичній дорамі Чому тебе любити. Після цього він підписав контракт зі студією Ю Чжен й зіграв головну роль у комедійному вебсеріалі Божевільний для Палацу (2013) та його продовженні. Серіал не отримав великої кількості шанувальників в Інтернеті.
Згодом Чжан зіграв різні ролі другого плану в дорамах Ю Чжену: Палац 3: Загублена дочка (2014), Романтика героїв Кондора (2015) та Любов Юнге з пустелі (2015). Вперше він отримав визнання, виконавши роль антагоніста у дорамі Творець Краси (2014), після чого зобразив молодого Мей Чансу у відомій історичній дорамі Список Ланья (2015).
У 2015 році Чжан зіграв головну чоловічу роль в історичній дорамі Легенда про Бан Шу разом із Цзінь Тянь. Він виконав головну роль у шпигунській дорамі Розшифровщик та у фантастичному вебсеріалі Дівчина-демон у 2016 році.
У 2017 році Чжан Чже Хань виконав роль короля У-Вана в історичній дорамі Чжао Ґе.
У 2018 році Чжан знявся в історичній романтичній драмі Легенда про Юньсі разом з Джу Цзіньї. Серіал отримав велику популярність серед глядачів завдяки своїй легкій сюжетній лінії. Чжан Чже Хань здобув високу популярність і визнання завдяки ролі холодного та відчуженого чоловіка.
У 2019 році він знявся у фільмі-катастрофі Найхоробріший у ролі пожежника.
Він знявся у ролі Ван Юе у короткометражному фільмі Брат, режисером якого стала Чжао Вей.
Чжан Чже Хань також виступав регулярним учасником естрадного шоу Everybody Stand By, чим завоював серця багатьох людей.
У 2020 році Чжан знявся в романтичній дорамі Всі хочуть зустрітися з тобою, режисером якого стала Чжао Вей.
Також він знявся в історичній романтичній дорамі Квітковий павільйон Жуї разом із Джу Цзіньї.
У 2021 році Чжан Чже Хань знявся разом з Гун Цзюнем у дорамі Далекі мандрівники, яка заснована на BL-романі Tian Ya Ke від Пріст. Він зіграв роль Чжоу Цзишу ― колишнього лідера організації Тяньчуан, який покидає свій пост, прагнучи свободи, і в ході історії знаходить свою другу половинку в образі Вень Кесіна.
У комедійній дорамі Ретро-детектив, яка ще не вийшла в ефір, він зіграв роль Хуан Вей Пінга ― поліцейського часів 90-х.
Також він з'явиться у ролі Чжан Йон Цюаня у майбутньому фільмі Сформований підрозділ поліції (2022) разом із Джонні Хуаном та Ван Їбо.